# Parotocinclus
Genre
Parotocinclus est un genre de poissons de la famille des Loricariidae.

## Liste des espèces
Selon World Register of Marine Species (28 octobre 2017) :
- Parotocinclus arandai Sarmento-Soares, Lehmann A. & Martins-Pinheiro, 2009
- Parotocinclus aripuanensis Garavello, 1988
- Parotocinclus bahiensis (Miranda Ribeiro, 1918)
- Parotocinclus bidentatus Gauger & Buckup, 2005
- Parotocinclus britskii Boeseman, 1974
- Parotocinclus cearensis Garavello, 1977
- Parotocinclus collinsae Schmidt & Ferraris, 1985
- Parotocinclus cristatus Garavello, 1977
- Parotocinclus doceanus (Miranda Ribeiro, 1918)
- Parotocinclus eppleyi Schaefer & Provenzano, 1993
- Parotocinclus halbothi Lehmann A., Lazzarotto & Reis, 2014
- Parotocinclus jequi Lehmann A., Koech Braun, Pereira & Reis, 2013
- Parotocinclus jimi Garavello, 1977
- Parotocinclus jumbo Britski & Garavello, 2002
- Parotocinclus longirostris Garavello, 1988
- Parotocinclus maculicauda (Steindachner, 1877)
- Parotocinclus minutus Garavello, 1977
- Parotocinclus muriaensis Gauger & Buckup, 2005
- Parotocinclus planicauda Garavello & Britski, 2003
- Parotocinclus polyochrus Schaefer, 1988
- Parotocinclus prata Ribeiro, Melo & Pereira, 2002
- Parotocinclus robustus Lehmann A. & Reis, 2012
- Parotocinclus seridoensis Ramos, Barris-Neto, Britski & Lima, 2013